# Rhipidoglossum curvatum
Rhipidoglossum curvatum är en orkidéart som först beskrevs av Robert Allen Rolfe, och fick sitt nu gällande namn av Leslie Andrew Garay. Rhipidoglossum curvatum ingår i släktet Rhipidoglossum och familjen orkidéer. Inga underarter finns listade i Catalogue of Life.